# ایلوپروست
ایلوپروست (انگلیسی: Iloprost) با نام تجاری «Ventavis»، دارویی است که در درمان پرفشاری ریوی (PAH)، اسکلرودرمی، نشانگان رینود و بیماری‌هایی به کار می‌رود که در آنها، عروق خونی منقبض شده و خونرسانی به بافت‌ها به درستی انجام نمی‌شود. این موضوع باعث آسیب بافتی و افزایش فشار خون می‌گردد. ایلوپروست باعث گشادی عروق خونی شده و بدین ترتیب، جریان خون افزایش می‌یابد.
این دارو آنالوگ صناعی پروستاسیکلین PGI2 است.
عوارض جانبی شایع این دارو شامل اتساع عروق (به‌صورت برافروختگی و گُرگرفتگی، ۲۷٪)، سرفه (۳۹٪)، سردرد (۳۰٪)، علائم شبه‌آنفلوانزا (۱۴٪)، تهوع (۱۳٪)، اسپاسم عضلات گردن (۱۲٪)، فشار خون پایین (۱۱٪)، بی‌خوابی (۸٪) و سنکوپ (۸٪) است. برخی دیگر از عوارض شدید محتمل، نارسایی قلب، ادم محیطی، تنگی نفس، تندتپشی فوق بطنی و نارسایی کلیه است.
مصرف این دارو در کسانی که در شش ماه گذشته دچار سکتهٔ قلبی بوده‌اند، در نارسایی جبران‌نشدهٔ قلبی، آریتمی قلبی شدید، نقص‌های مادرزادی یا اکتسابی دریچهٔ قلبی، موارد سکتهٔ مغزی ظرف سه ماه گذشته، بیماری‌های انسدادی وریدی و هرگونه عارضه‌ای که خطر خونریزی در آن وجود داشته باشد، قدغن است.